# كثرة خلايا السائل النخاعي
كثرة خلايا السائل النخاعي (بالإنجليزية: Pleocytosis)‏ هو مُصطلحٌ طبي، يعني زيادةً في عدد خلايا الدم البيضاء في سوائل الجسم مثل السائل الدماغي الشوكي. يُخصص تعريف هذه الحالة عادةً بزيادة عدد خلايا الدم البيضاء في السائل الدماغي الشوكي.
تُعرف حالة زيادة عدد خلايا الدم البيضاء بكثرة الكريات البيض.